# Lockheed F-117 Nighthawk
Lockheed F-117 Nighthawk je americký jednomístný, dvoumotorový útočný letoun. Jde o první letoun, který je zkonstruován s využitím technologie stealth. Byl vytvořen pouze pro americké letectvo na základě poznatků a zkušeností z projektu Have Blue. Bylo vyrobeno celkem 64 strojů F-117, z toho 5 bylo prototypů a 59 sériových.
Ve známost vešel F-117 díky své roli během války v Zálivu v roce 1991. Ačkoli je zařazen dle značení USAF jako stíhač (F), jedná se o striktně útočný letoun. F-117 se také zúčastnily konfliktu v Jugoslávii, kde byl jeden z nich během operace Spojenecká síla v roce 1999 sestřelen raketou země-vzduch. Šlo o jediný případ, kdy byl F-117 v boji ztracen. Americké letectvo chtělo letouny F-117 vyřadit v roce 2008. V té době docházelo k zařazování strojů F-22 Raptor.

## Vývoj

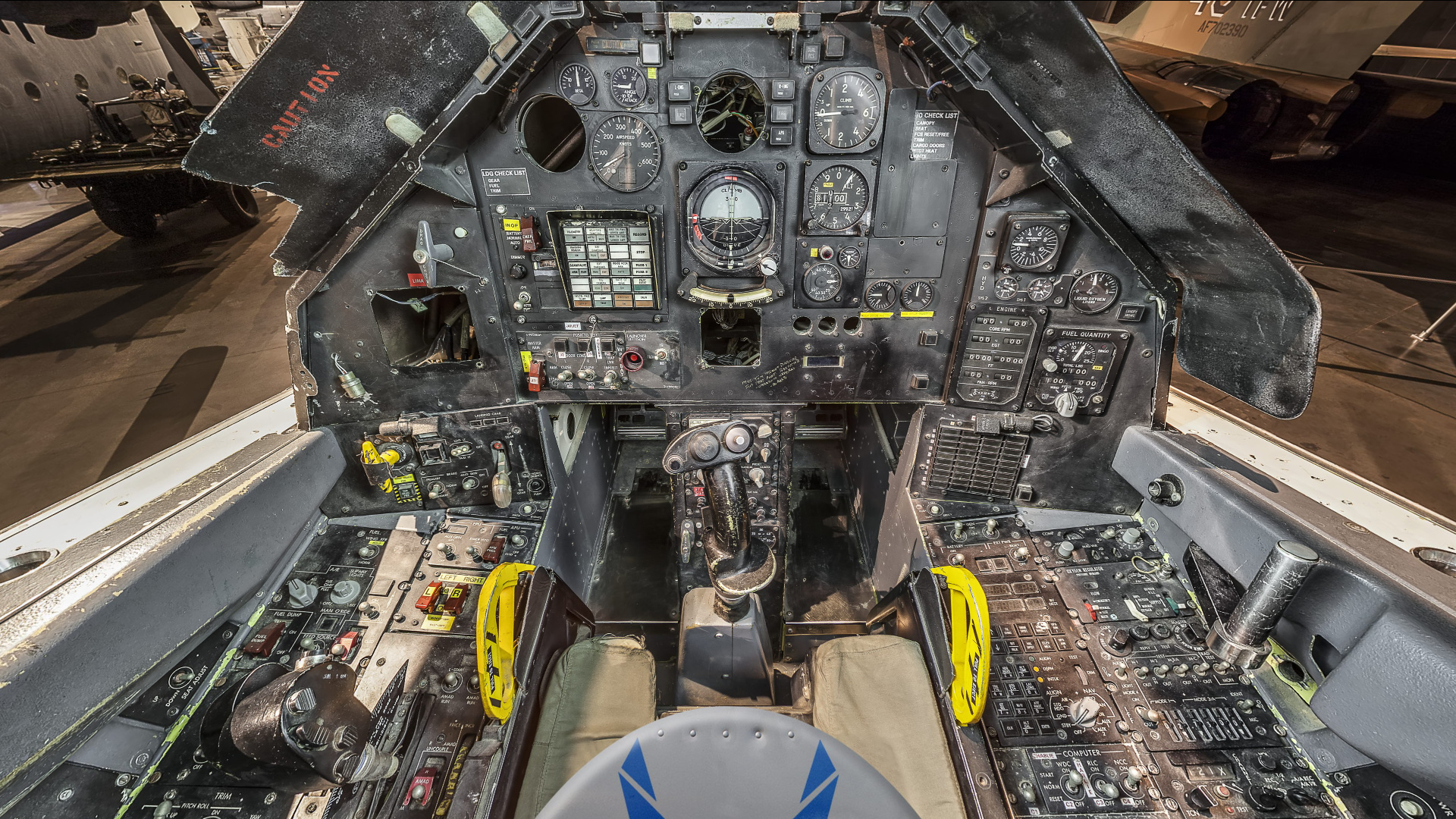
Kokpit

Původně na vývoji nezachytitelného letadla pracovalo několik firem General Dynamics, Northrop, McDonnell Douglas, Grumman a Boeing. Během bombardování Vietnamu se ukázalo, že radiopohlcující nátěry jsou pro zneviditelnění před radary nedostatečné. V roce 1972 se americkým konstruktérům dostala do ruky kniha sovětského vědce P. J. Ufimceva o difrakci radiového záření (Метод краевых волн в физической теории дифракции), popisující algoritmus radarového odrazu. Na jejím základě[zdroj⁠?!] v roce 1973 v Lockheed Corporation ve zvláštním oddělení Skunk Works začaly práce na letadle, které by bylo obtížné zachytit radarem. Prototyp Have Blue vzlétl poprvé 1. prosince 1977. Během vývoje konstruktéři použili hranaté tvary z důvodů tehdejších omezení výpočetní techniky, letoun byl navržen a konstruován klasicky na výkrese a na počítači byla jen ověřována velikost RCS. V nových strojích byly použity jak zcela nově navržené komponenty, tak z důvodů úspory existující součástky z jiných letadel. V letounu byly z úsporných důvodů použity následující součásti z jiných strojů:
- F-16: systém řízení fly-by-wire, avionika 3x počítače Delco M362 F,
- F/A-18: motory, generátory elektrické energie,
- A-10: podvozek,
- F-15: systém brzd,
- C-130: klimatizace.[3]

Kromě samotného designu celého letounu se na vlastnostech stealth podílí také protiradarový nátěr, který pohlcuje radarové vlny. Stroj neemituje ani příliš silné tepelné záření, neboť plyny z jeho motorových trysek jsou efektivně ochlazovány proudy nasávaného vzduchu a zvláštními křemíkovými destičkami.
Demonstrátor konceptu Have Blue vzlétl v roce 1977 a první prototyp FSD-1 (později přeznačený na YF-117A) 18. června 1981. Po následujících čtyřech prototypech byl 20. dubna 1982 zalétán první sériový stroj. Ten však byl kvůli špatnému zapojení ocasních ploch zničen již při prvním letu. Roku 1983 byly první stroje zařazeny do výzbroje amerického letectva. Vývoj letadla byl v 80. letech 20. století spojován s hypotetickým letounem F-19. Označení F-117A bylo pravděpodobně použito pouze kvůli svému zvláštnímu postavení a zmatení, které u zvědavců mohlo vyvolat. Původně mělo být postaveno 100 těchto strojů[zdroj?], ale jejich vysoká cena nakonec vyústila k výrobě pouze 57 ks a dvou náhradních kusů za dva stroje zničené při haváriích. Obě se staly při výcviku letců. K první došlo 11. července 1986, zahynul při ní pilot Ross Mulhare. Druhá nehoda se stala 14. října 1987 a zahynul při ní pilot Michael C. Stewart. Americké letectvo až do 10. listopadu 1988 popíralo jakoukoli existenci tohoto stroje. Teprve 21. dubna 1990 byl na základně Nellis představen veřejnosti.
K výcviku letců na tomto typu byli vybíráni pouze piloti s 1 000 a více odlétanými hodinami. Pilotáž těchto strojů je totiž poměrně obtížná, zejména kvůli nestabilitě. Pro výcvik byly používány hlavně letecké trenažéry, stroje A-7D Corsair II a až v poslední fázi i samotné F-117.[zdroj?] Existence dvoumístné verze totiž dodnes nebyla potvrzena.

## Schopnosti stealth

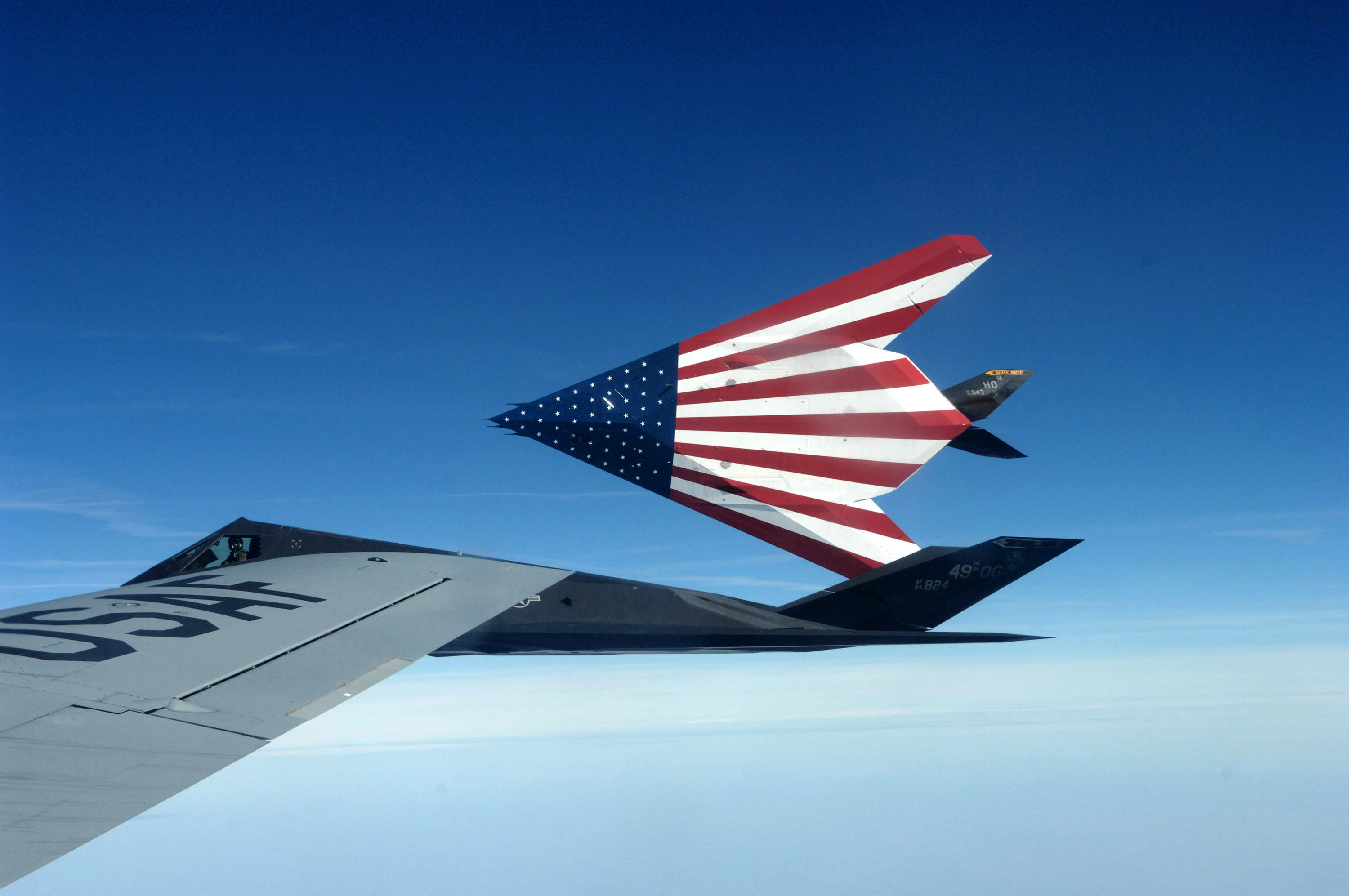
Nátěr s motivem americké vlajky.

Letoun F-117 se od následujících letounů USAF využívajících technologii Stealth, např. B-2 a F-22, vizuálně odlišuje především ostrými lomenými tvary. Při zrodu letounu v 70. letech nebylo technicky možné vytvořit model letounu oblejších tvarů vzhledem k nedostatku výpočetního výkonu počítačů a s tím související omezení programů, jež měli tehdy projektanti k dispozici.
Přesto se tvar letounu, spolu s technologiemi snižujícími radarové, tepelné (infračervené) a zvukové vyzařování na minimální zjistitelnou úroveň, významným způsobem podílí na celkových schopnostech stealth tohoto letounu.
Mezi prvky těchto technologií patří:
- materiály, použité při stavbě draku (absorbují přijímané radarové paprsky),
- absence aktivního radiolokátoru (zamezuje hrozbě zachycení letounem vysílaných radarových paprsků),
- pohonné jednotky bez přídavného spalování (omezení tepelného a zvukového vyzařování),
- výzbroj ukrytá ve vnitřních prostorech, namísto zavěšená pod křídly (nenarušuje tak radarový profil letounu),
- vstupy vzduchu klínového tvaru (zabraňuje dopadu radarových paprsků na lopatky dmychadel pohonných jednotek),
- úzké štěrbinové výstupní trysky (míchající horké výstupní plyny s okolním studeným vzduchem)

a některé další.

## Služba

F-117 během cvičení s laserem naváděnou pumou GBU-27

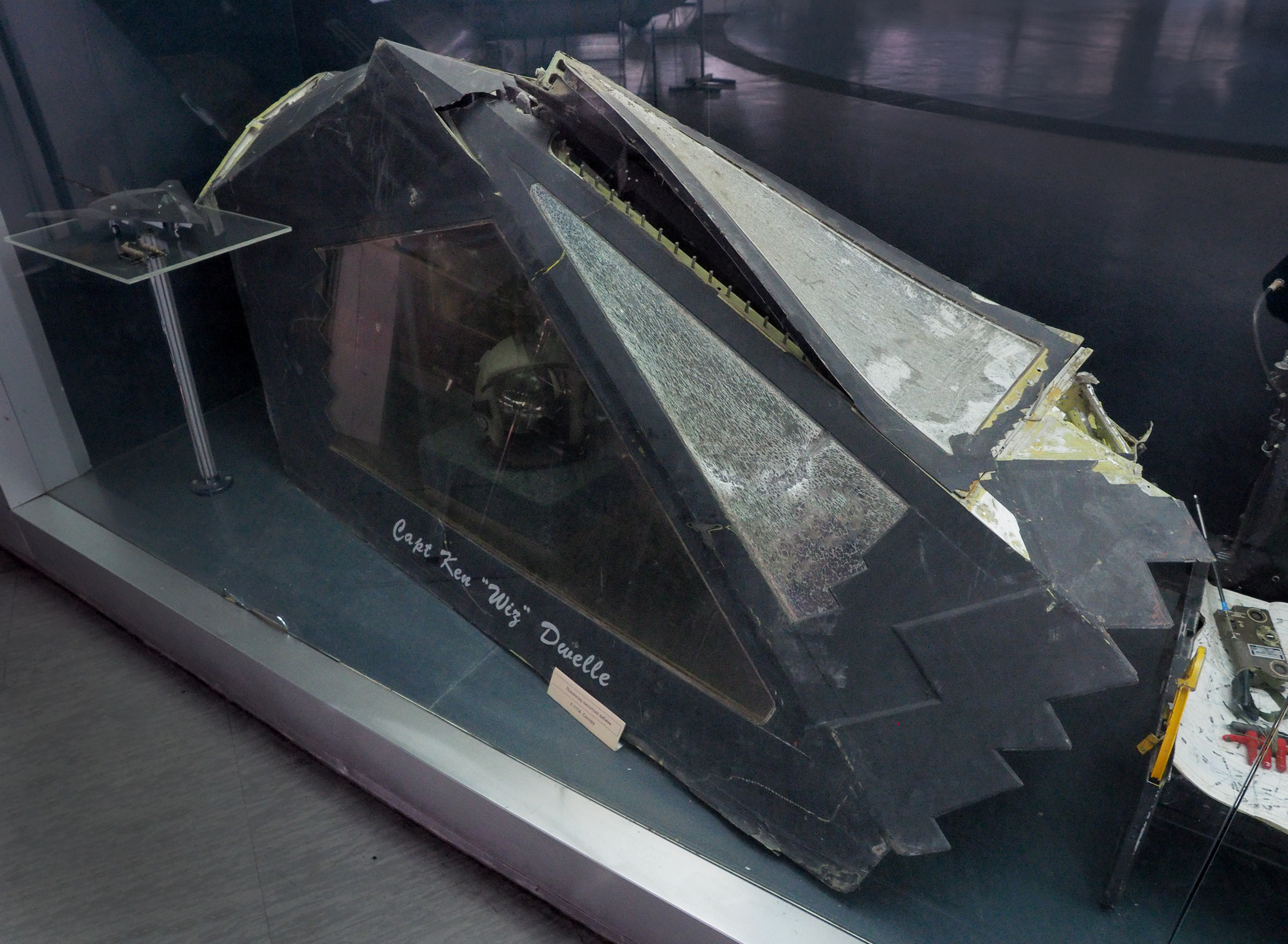
Část F-117 sestřeleného nad Srbskem v březnu 1999 v Muzeu letectví v Bělehradě

První jednotkou vyzbrojenou těmito stroji byla 4 450. taktická skupina, která byla později přejmenována na 37. taktické stíhací křídlo. Jednotka spadala pod působnost 554. operačného podpůrného křídla a oficiálně sídlila na letecké základně AFB Nellis v Nevadě, ale reálně se nacházela na letišti Tonopah, které bylo zvlášť vystavěno pro tuto jednotku, aby byly stroje chráněny před pozorováním špionážními satelity.
Poprvé byly stroje nasazeny během americké invaze do Panamy v  roce 1989. Zde však šlo pouze o jeden nálet uskutečněný dvěma stroji. Později se stroje F-117 zúčastnily války v Zálivu, kde odlétaly 1  300 bojových misí často v silné protiletecké obraně nepřítele. Jejich prvním cílem bylo 17. ledna 1991 telekomunikační centrum v Bagdádu. Stroje byly nasazovány výhradně v noci a v boji letadla neutrpěla žádné ztráty. Velmi důležité byly nálety na odpalovací stanoviště raket Scud-B.
Později byly stroje použity během války v Kosovu v roce 1999, kde uskutečnily 760 bojových misí. 27. března 1999 se během této operace podařilo Jugoslávské protivzdušné obraně letoun sestřelit. Letoun byl krátce zachycen radarem řízení střelby jugoslávské varianty protiletadlového systému S-125 Něva, podle velitele Zoltána Daniho pravděpodobně při otevírání dveří pumovnice (v této situaci se zvětšuje radarový profil letounu). Jedna ze dvou raket SA-3 vystřelených v těsném sledu explodovala v blízkosti cíle. K zásahu výrazně přispěla schopnost plk. Daniho uchránit svou jednotku před likvidací - své radary chránil před zaměřením častými přesuny a omezením radiolokační aktivity na krátké nepravidelné intervaly.
Srbská rozvědka navíc dané noci předala informace naznačující pravděpodobnou činnost bombardérů v oblasti. Bombardéry byly nasazeny v operaci Spojenecká síla od 24. března do 10. června, ale k dalšímu sestřelu nedošlo. Jaké radarové zařízení bylo použito není zcela jisté. Podle některých zdrojů mohli Srbové použít české pasivní radiolokační zařízení Tamara. Podle zpráv velitele NATO Wesleyho Clarka však Srbové použili standardní radary, které však pracovaly na nížší frekvenci a na určitou dobu mohly "nezachytitelné" stroje lokalizovat. Sestřelený pilot přežil a byl později zachráněn jednotkami NATO. O sestřelení letounu vznikla satirická píseň El kondor pada.
F-117 byly později použity i při počáteční fázi války v Afghánistánu roku 2001 a operaci Iraqi Freedom v roce 2003 v  Iráku.

## Vyřazení
V roce 2006 bylo rozhodnuto o postupném vyřazování tohoto letadla z výzbroje v následujících letech. Ke konci tohoto roku byly rozpuštěny letky určené k výcviku a k určení operačního nasazení F-117. 12. března 2007 bylo přelétnuto prvních 6 kusů na základnu Tonopah ve státě Nevada k dlouhodobému uskladnění. Letouny F-117 neprošly klasickým procesem likvidace z důvodu utajení některých konstrukčních částí a použitých technologií. Proces ukončení provozu F-117 v aktivní službě měl být dokončen roku 2008. Roku 2017 bylo rozhodnuto o jejich postupném vyřazení z rezervy do roku 2030.
Letouny F-117 jsou po vyřazení z aktivní služby používány při výcviku nových pilotů při cvičeních Red Flag, kde hrají úlohu nepřátelských stealth letounů.
Na počátku roku 2023 oznámilo USAF, že hledá firmu, která by udržovala letouny F-117 v období let 2024 až 2034. Dále pak firmu, která by ze 45 konzervovaných letounů připravila nejméně 10 letounů pro předání do muzeí.

## Specifikace (F-117 Nighthawk)

### Technické údaje
- Posádka: 1
- Rozpětí: 13,20 m
- Délka: 20,08 m
- Výška: 3,78 m
- Nosná plocha: 73 m²
- Hmotnost prázdného stroje: 13 380 kg
- Vzletová hmotnost: 23 814 kg
- Pohonné jednotky: 2× dvouproudový motor General Electric F404-F1D2, každý o tahu 48 kN

### Výkony
- Maximální rychlost: Mach 0,92 (617 mph, 993 km/h)
- Cestovní rychlost: Mach 0,92
- Dolet: 1 720 km
- Dostup: 13 716 m
- Plošné zatížení: 329 kg/m²
- Poměr tah/hmotnost: 0,40

### Výzbroj
Dvě vnitřní pumovnice s jedním úchytným bodem (celkem tedy 2 zbraně). F-117 může nést tyto zbraně:
- Pumy: průrazné BLU-109, laserem naváděné GBU-10 Paveway II, laserem naváděné GBU-27, nukleární B61